# Philagraula slossoniae
Philagraula slossoniae är en fjärilsart som beskrevs av George Duryea Hulst 1896. Philagraula slossoniae ingår i släktet Philagraula och familjen Uraniidae. Inga underarter finns listade i Catalogue of Life.